# سیارک ۲۳۸۱۱
سیارک ۲۳۸۱۱ (به انگلیسی: 23811 Connorivens، نامگذاری:1998QB46) بیست و سه هزار و هشتصد و یازدهمین سیارک کشف شده‌است که در ۱۷ اوت ۱۹۹۸ کشف شد.
قدر مطلق سیارک برابر ۱۵.۵ است.